# Джела
Джела (італ. Gela) — місто на південному сході Сицилії, у провінції Кальтаніссетта, порт на березі однойменної затоки Середземного моря. Сучасне місто було засноване у 1233 р. Фрідріхом II на місці античної Гели, до 1927 р. мало назву Терранова (Terranova). Населення. 77311 жит. (2007).
Населення — 76 723 особи (2014).

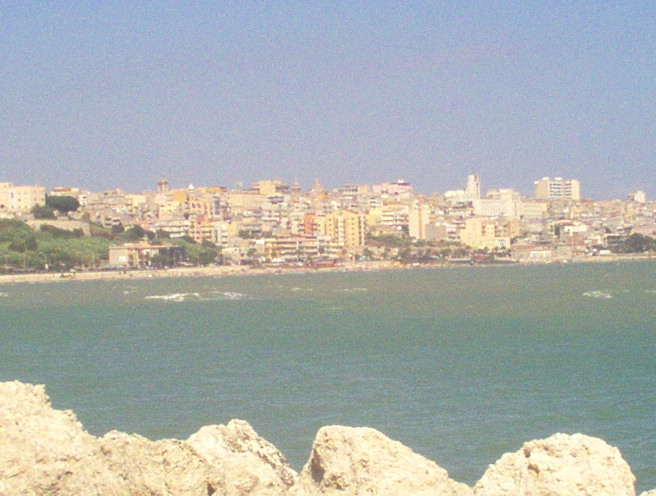

Щорічний фестиваль відбувається 8 вересня. Покровитель — SS. Maria dell'Alemanna.

## Антична Гела
Гела була найбільшим грецьким поселенням на Сицилії до піднесення Сиракуз. Засноване близько 690 до н.е. переселенцями з островів Родос та Крит, разом з іншими дорійцями, частина яких в 581 до н.е. пересилилась в Агригент.
Посилившись за тирана Клеандра, Гела, за його брата Гіппократа, підкорила майже всю східну частину Сицилії. Наступник Гіппократа, Гелон, завоював Сиракузи, а управління Гелою доручив своєму братові Гієрону; половина жителів Гели була переселена Гелоном в Сиракузи і значення міста сильно впало.
Після смерті Гієрона Гела знову стала самостійною. Тиран Діонісій Старший, програвши в 405 до н. е. під Гелою битву з карфагенянам, вигнав всіх жителів міста у Сиракузи. Близько 340 до н. е. місто знову було заселене хіоськими колоністами, у 282 до н. е. зруйнований мамертинцями, а мешканці Гели виселені агрігентським тираном Пінтієм у засноване ним місто Пінтія (нині Ліката).

## Демографія
Населення за роками:

Станом на 1 січня 2023 року в муніципалітеті офіційно проживали 1442 іноземці з 64 країн, серед них 781 громадянин країн Євросоюзу та 16 громадян України.

## Сусідні муніципалітети
- Бутера
- Маццарино
- Нішемі
- Акате
- Кальтаджіроне
- Ліката

## Міста-побратими
- Елефсін, Греція
- Віттінген, Німеччина

## Галерея

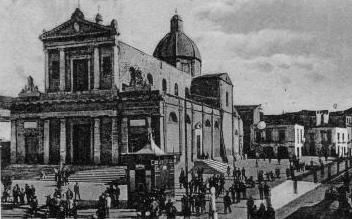
Собор. 1900 р.
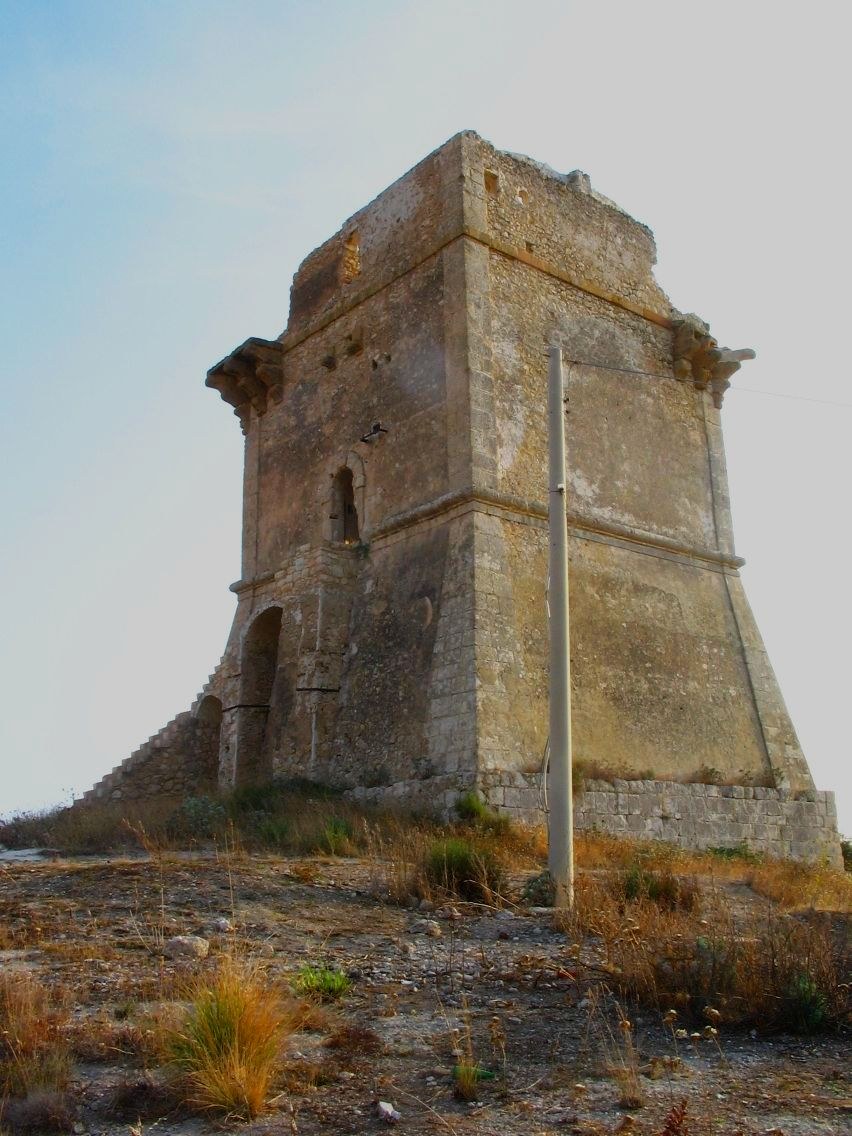
Середньовічна башта поблизу Джели.
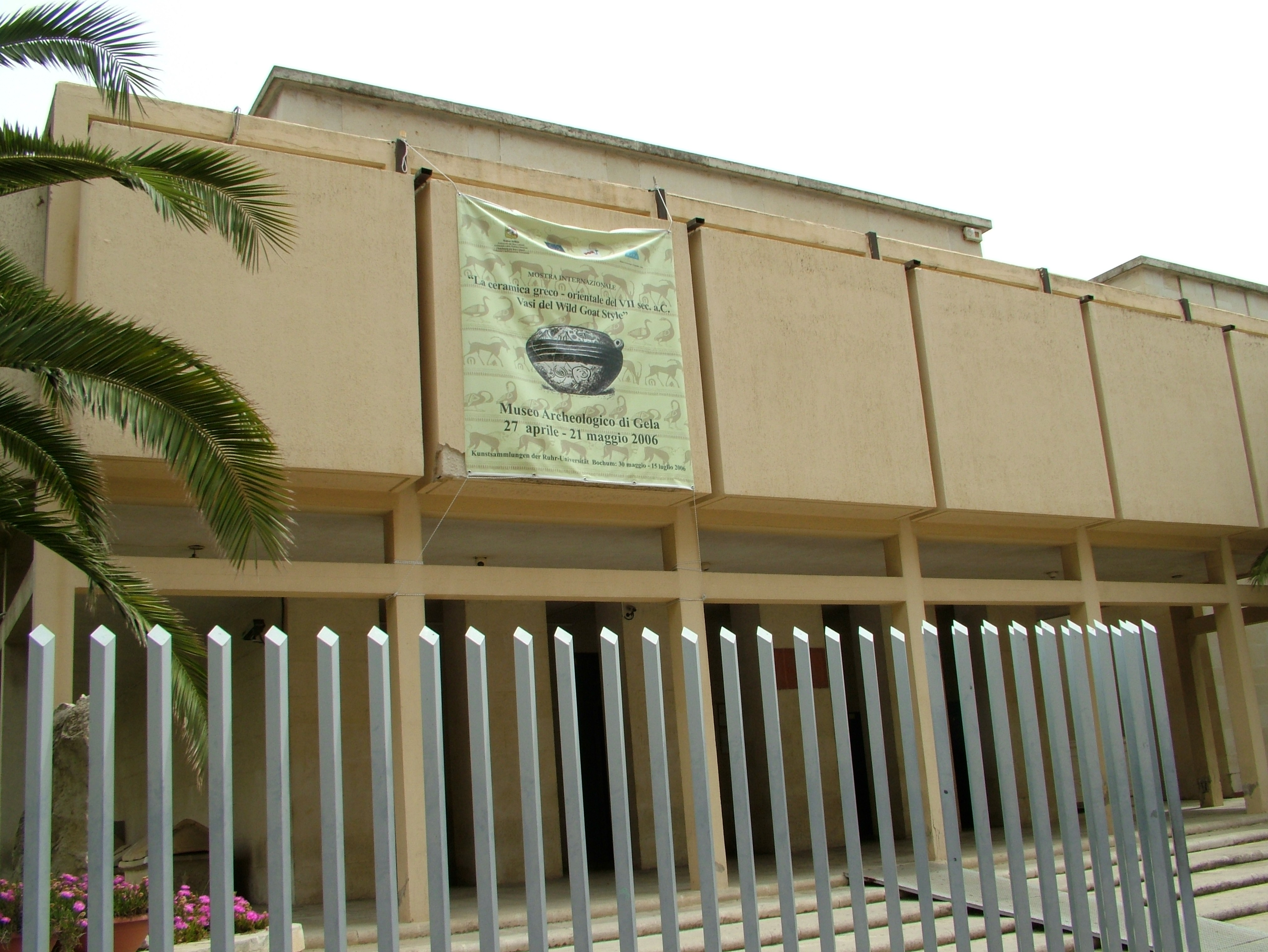
Археологічний музей